# Guerres de Mysore

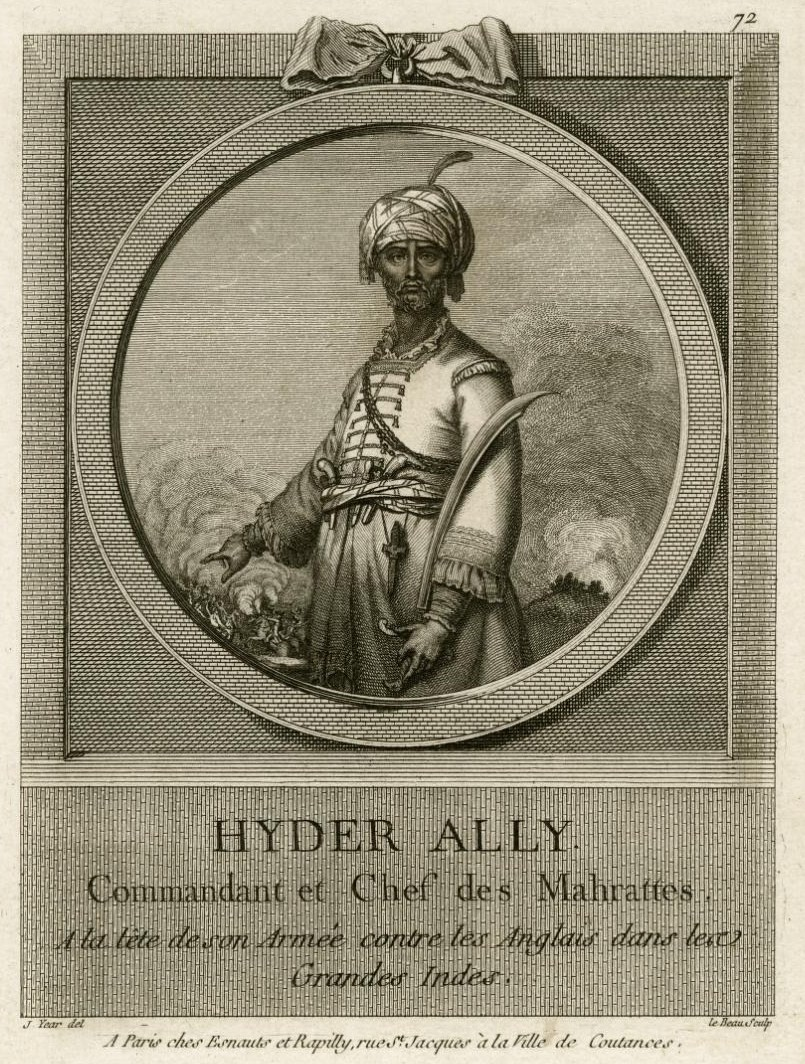
Haidar Ali el 1762, incorrectament descrit com «comandant en cap dels marathes». Com a cap del seu exèrcit en la guerra contra els britànics a l'Índia

Les Guerres de Mysore foren una sèrie de guerres lluitades a l'Índia durant les tres darreres dècades del segle XVIII entre Mysore i la Companyia Britànica de les Índies Orientals, representada principalment per la Presidència de Madràs. La quarta guerra ocasionà el derrocament de la casa de Haidar Ali i Tipu Sultan (que fou mort el 1799 durant la darrera guerra), i el desmantellament de Mysore en benefici dels britànics i els seus aliats.
La primera guerra de Mysore (1766-1769) feu que Haidar Ali tingués un cert d'èxit contra els britàniques, però patint dures pèrdues a les mans dels Marathes. L'aliança d'Haidar Ali amb l'asafjàhida contra els britànics també fou un fracàs a causa de derrotes del seu poder combinat contra els britànics i més tard l'extensió de suspicàcies mútues entre els dos poders islàmics (Mysore i Hyderabad). El Regne de Mysore recobrà algunes de les seves terres perdudes i hagué de renunciar a molts territoris al sud de Mysore en favor dels britànics.
El segona guerra de Mysore (1780-1784) presencià les batalles més sagnants fluctuant entre els bàndols en disputa. En aquesta guerra es visqué l'ascens de Sir Eyre Coote, el comandant britànic que repetidament derrotà Haidar Ali i el seu exèrcit superior. La guerra acabà en 1784 amb el Tractat de Mangalore, ambdós bàndols acceptaven restaurar les terres dels altres a l'statu quo ante bellum.
En la tercera guerra de Mysore (1789-1792), Tipu Sultan, governant de Mysore i aliat del França, envaí l'estat pròxim de Travancore el 1789, que era un aliat britànic. La guerra resultant durà tres anys i culminà amb una derrota sonada de Mysore. La guerra acabà després del setge de Seringapatam de 1792 i la signatura del Tractat de Seringapatam segons el qual Tipu havia de cedir la meitat del seu regne a la Companyia Britànica de les Índies Orientals i els seus aliats.
En la quarta guerra de Mysore (1799) ocorregué la derrota de Tipu Sultan i altres reduccions del territori de Mysore. L'aliança de Mysore amb els francesos era percebut com una amenaça a la Companyia Britànica de les Índies Orientals i Mysore fou atacada pels quatre costats. En aquesta guerra Les tropes de Tipu foren superades en una relació 4:1: Mysore tenia només 35.000 soldats, mentre que els britànics en comandaven 60.000. El nizam d'Hyderabad i el marathes conduïren una invasió del nord. Els britànics guanyaren una victòria decisiva a la batalla de Seringapatam el 1799. Tipu fou mort durant el defensa de la ciutat. Molt territori de Mysore quedà annexionat als britànics, el nizam i els marathas. La resta, al voltant de Mysore i Seringapatam, fou retornat al príncep indi que pertanyia a la dinastia de Wodeyar, els forefathers de qui havia estat els governants reals abans que Haidar Ali convingués el de facto governant. El Wodeyars governava l'estat de romanent de Mysore fins a 1947 quan es feia de la Unió de l'Índia.
Després de les batalles de Plassey (1757) i Buxar (1764) que establiren el domini britànic sobre l'Índia Oriental, les Guerres de Mysore (1766-1799), les Guerres Anglo-Maratha (1775-1818), i finalment les Guerres Sikh (1845-1849) consolidaven la reclamació britànica sobre el sud d'Àsia, formant el Raj Britànic, encara que la resistència entre diversos grups com els afganesos i el birmans duraria ben bé fins als anys 1880.

## Coets Arul
Els coets de Mysore utilitzats per Haidar Ali durant la batalla de Pollilur eren molts més avançats que els que la Companyia Britànica de les Índies Orientals havia vist prèviament, principalment a causa de l'ús de tubs de ferro per aguantar el propel·lent; això permetia una major empenta i un abast més llarg per al míssil (fins a 2 km). Després de la derrota final de Tipu Sultan en la quarta guerra de Mysore i la captura dels coets de ferro de Mysore, aquests influïren en el desenvolupament dels coets britànics, inspirant els coets Congreve, que foren usats en les Guerres Napoleòniques.

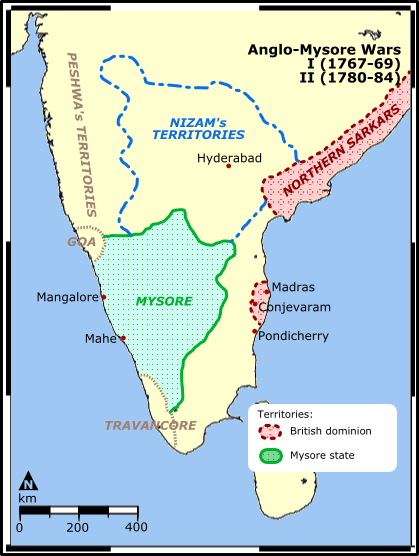
Primera i la Segona guerra de Mysore.
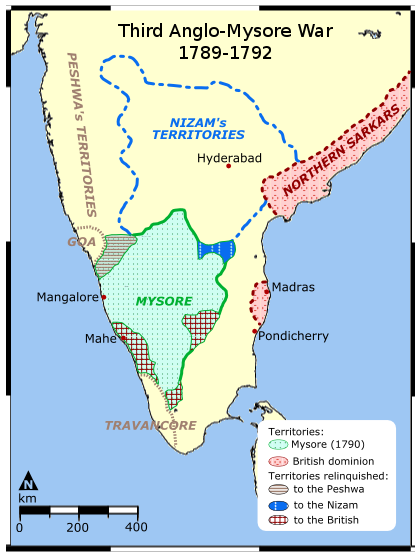
Tercera guerra de Mysore
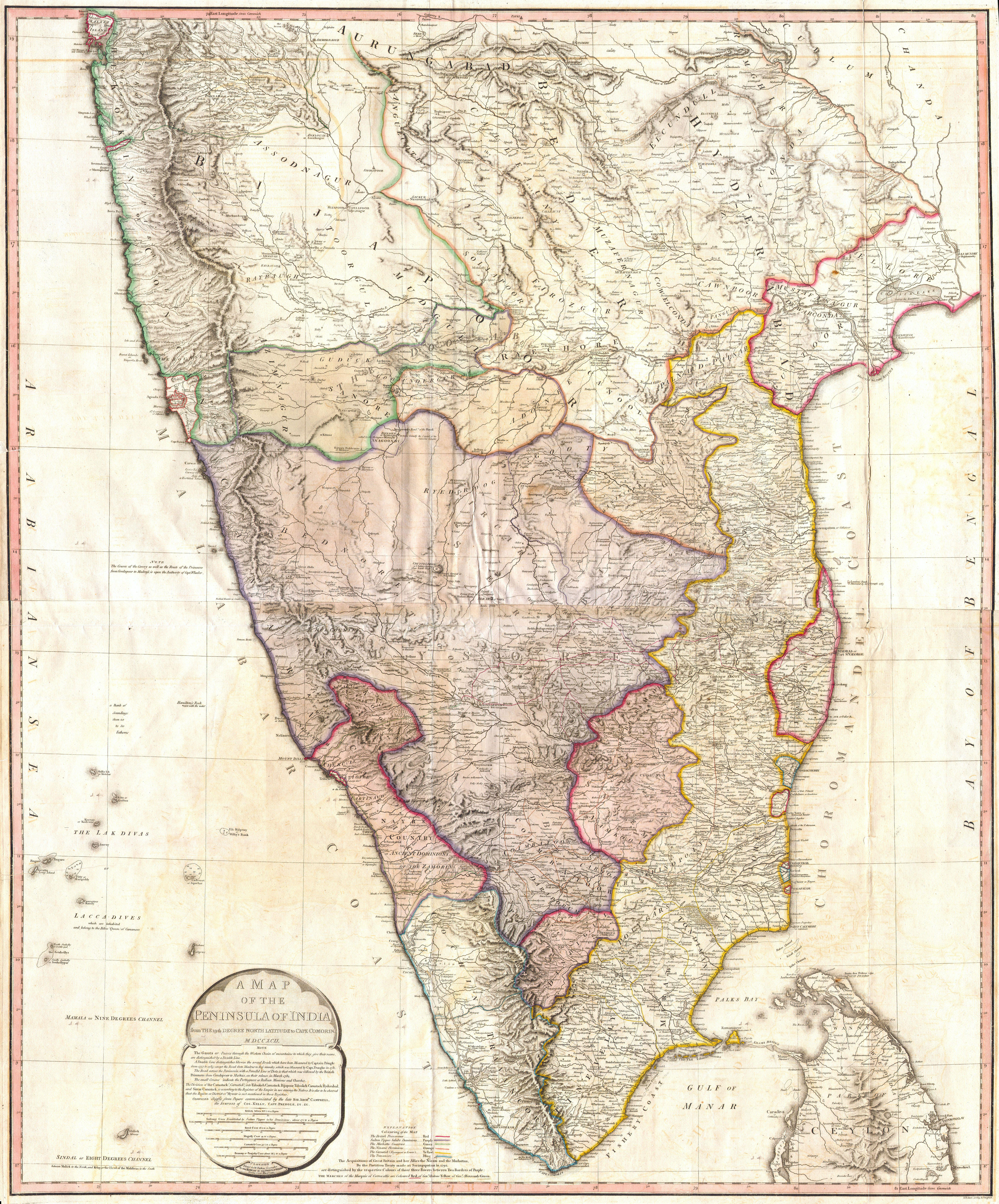
Mapa de 1793
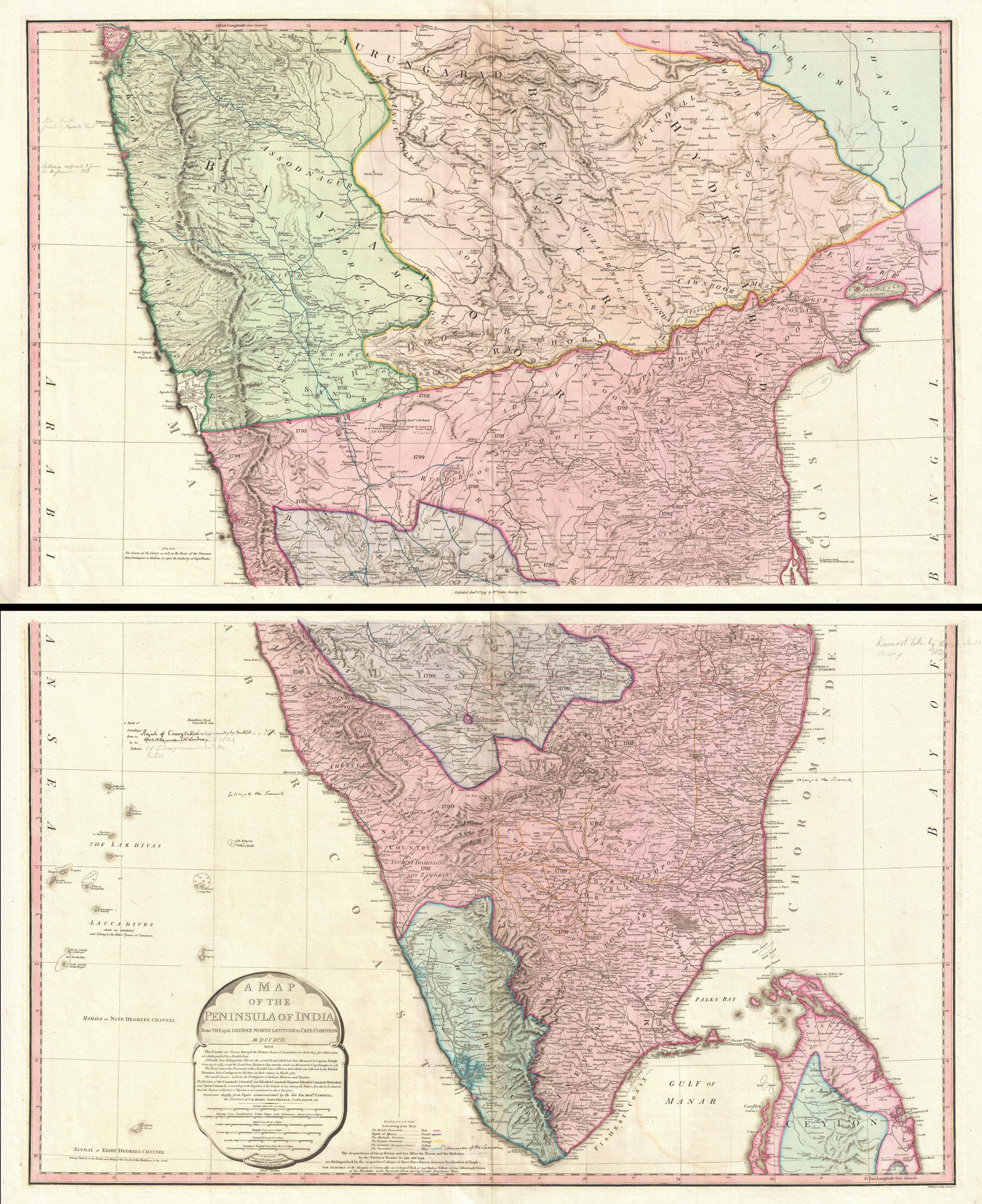
Mapa de 1800
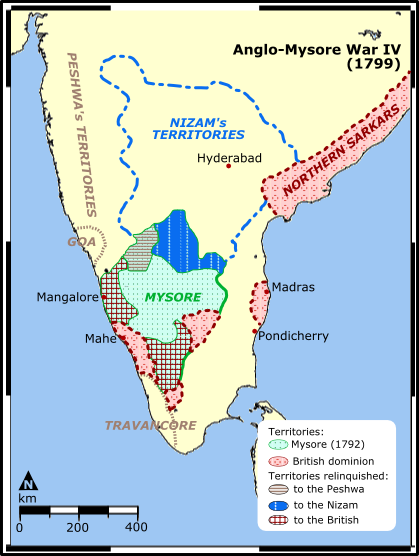
La Quarta guerra de Mysore